# Esbjerg forenede Boldklubber 2014-2015
Questa voce raccoglie le informazioni riguardanti l'Esbjerg forenede Boldklubber nelle competizioni ufficiali della stagione 2014-2015.

## Maglie e sponsor
Lo sponsor tecnico per la stagione 2014-2015 è Nike, mentre lo sponsor ufficiale è Stofa. La divisa casalinga è composta da una maglietta a strisce bianco e blu, con pantaloncini blu e calzettoni a righe orizzontali bianco e blu. Quella da trasferta è invece composta da una maglietta a strisce bianco e viola, con pantaloncini e calzettoni viola.
| Casa | Trasferta |

## Rosa
| N. |                        | Ruolo | Calciatore         |
| -- | ---------------------- | ----- | ------------------ |
| 2  | Danimarca (bandiera)   | D     | Michael Jakobsen   |
| 3  | Danimarca (bandiera)   | D     | Daniel Stenderup   |
| 4  | Portogallo (bandiera)  | D     | Eddi Gomes         |
| 5  | Danimarca (bandiera)   | C     | Martin Bergvold    |
| 6  | Norvegia (bandiera)    | C     | Magnus Lekven      |
| 7  | Danimarca (bandiera)   | A     | Mikkel Vestergaard |
| 8  | Danimarca (bandiera)   | C     | Jeppe Andersen     |
| 9  | Paesi Bassi (bandiera) | A     | Mick van Buren     |
| 10 | Danimarca (bandiera)   | A     | Emil Lyng          |
| 11 | Danimarca (bandiera)   | C     | Lasse Rise         |
| 14 | Danimarca (bandiera)   | C     | Mikkel Maigaard    |
| 15 | Danimarca (bandiera)   | A     | Ryan Laursen       |
| 16 | Danimarca (bandiera)   | P     | Jeppe Højbjerg     |

| N. |                       | Ruolo | Calciatore            |
| -- | --------------------- | ----- | --------------------- |
| 17 | Danimarca (bandiera)  | C     | Casper Nielsen        |
| 19 | Danimarca (bandiera)  | C     | Jakob Ankersen        |
| 20 | Danimarca (bandiera)  | C     | Hans Henrik Andreasen |
| 21 | Filippine (bandiera)  | C     | Jerry Lucena          |
| 22 | Norvegia (bandiera)   | C     | Mohammed Fellah       |
| 25 | Danimarca (bandiera)  | P     | Jeppe Brinch          |
| 26 | Danimarca (bandiera)  | C     | Jakob Andreasen       |
| 27 | Svezia (bandiera)     | A     | Robin Söder           |
| 30 | Slovacchia (bandiera) | P     | Martin Dúbravka       |
| 31 | Danimarca (bandiera)  | C     | Jesper Rasmussen      |
| 32 | Austria (bandiera)    | A     | Martin Pušić          |
| 33 | Danimarca (bandiera)  | D     | Jens Berthel Askou    |
| 35 | Danimarca (bandiera)  | P     | Jonas Jensen          |

## Calciomercato

### Sessione estiva(dal 01/07 al 01/09)
| Arrivi | Arrivi           | Arrivi       | Arrivi     |
| R.     | Nome             | da           | Modalità   |
| ------ | ---------------- | ------------ | ---------- |
| D      | Eddi Gomes       | HB Køge      | definitivo |
| D      | Daniel Stenderup | Brøndby      | definitivo |
| C      | Lasse Rise       | Randers      | definitivo |
| A      | Robin Söder      | IFK Göteborg | definitivo |

| Partenze | Partenze             | Partenze   | Partenze   |
| R.       | Nome                 | a          | Modalità   |
| -------- | -------------------- | ---------- | ---------- |
| D        | Peter Ankersen       | Salisburgo | definitivo |
| D        | Davidson Drobo-Ampem |            | svincolato |
| D        | Jacob Nielsen        |            | svincolato |
| A        | Mikkel Agger         |            | svincolato |

## Risultati

### Superligaen
| Arbitro: | Hansen (Østerbro) |

|  |           |              |
|  | Marcatori | 55’ Lundberg |

| Arbitro: | Johansen (Østerbro) |

|           |           |                 |
| Pušić 60’ | Marcatori | 85’ (aut.) Lyng |

| Arbitro: | Poulsen |

|                        |           |                        |
| Bech 30’, 71’ John 75’ | Marcatori | 62’ Pušić 63’ Ankersen |

| Esbjerg 11 agosto 2014, ore 19:00 4ª giornata | Esbjerg  | 0 – 0 referto | Silkeborg | Blue Water Arena (5.728 spett.)\| Arbitro: \| Svedborg \| |
| Arbitro:                                      | Svedborg |               |           |                                                           |

| Arbitro: | Johansen |

|             |           |           |
| Petersen 3’ | Marcatori | 63’ Pušić |

| Arbitro: | Kristoffersen |

|                            |           |  |
| J. Larsen 3’ M. Larsen 87’ | Marcatori |  |

| Arbitro: | Poulsen |

|                          |           |  |
| Söder 34’, 45’ Pušić 52’ | Marcatori |  |

| Arbitro: | Burchardt |

|             |           |           |
| Thomsen 49’ | Marcatori | 15’ Pušić |

| Arbitro: | Maae (Højbjerg) |

|                          |           |                           |
| Andreasen 48’ Lekven 49’ | Marcatori | 46’ Pukki 79’ Friðjónsson |

| Arbitro: | Johansen |

|                             |           |           |
| Claudemir 52’ Cornelius 57’ | Marcatori | 22’ Pušić |

| Arbitro: | Mogensen |

|                               |           |  |
| Ankersen 32’ (rig.) Söder 68’ | Marcatori |  |

| Esbjerg 26 ottobre 2014, ore 19:00 12ª giornata | Esbjerg       | 0 – 0 referto | Brøndby | Blue Water Arena (10.077 spett.)\| Arbitro: \| Kristoffersen \| |
| Arbitro:                                        | Kristoffersen |               |         |                                                                 |

### Coppa di Danimarca
| Nørresundby 23 settembre 2014, ore 16:30 Secondo turno | Lindholm | 0 – 1 referto | Esbjerg | Lindholm Høje Stadion |

| Horsens 29 ottobre 2014, ore 18:00 Terzo turno | Horsens | 0 – 7 referto | Esbjerg | CASA Arena Horsens |

### Europa League
| Arbitro: | Derdo |

|                     |           |            |
| Knežević 50’ (rig.) | Marcatori | 90’ Fellah |

| Arbitro: | Antamo |

|              |           |  |
| Ankersen 38’ | Marcatori |  |

| Gliwice 31 luglio 2014, ore 18:00 Terzo turno di qualificazione Andata | Ruch Chorzów | 0 – 0 referto | Esbjerg | Stadion Piasta Gliwice\| Arbitro: \| Glodjović \| |
| Arbitro:                                                               | Glodjović    |               |         |                                                   |

| Arbitro: | Tohver |

|                       |           |                                 |
| Nielsen 29’ Pušić 85’ | Marcatori | 13’ (rig.) Starzyński 90’ Surma |